# Brestovăț
Brestovăț (in ungherese Temes-Aga, in tedesco Brestowatz o Banat-Brestowatz) è un comune della Romania di 708 abitanti, ubicato nel distretto di Timiș, nella regione storica del Banato. 
Il comune è formato dall'unione di 5 villaggi: Brestovăț, Coșarii, Hodoș, Lucareț, Teș.